# Kevin Martin (koszykarz)
Kevin Dallas Martin, Jr. (ur. 1 lutego 1983 roku w Zanesville w stanie Ohio) – amerykański zawodowy koszykarz, występujący na pozycji rzucającego obrońcy.
Karierę koszykarską rozpoczął podczas studiów na Western Carolina. Po trzech latach nauki zgłosił się do draftu NBA 2004, w którym to został wybrany z numerem 26 przez Sacramento Kings. 
W sezonie 2006/2007 zajął drugie miejsce w głosowaniu na największy postęp sezonu NBA.
Podczas spotkania przeciwko Golden State Warriors, odbywającego się 1 kwietnia 2009, ustanowił rekord kariery w liczbie zdobytych punktów w jednym meczu, uzyskując ich wówczas 50. W dniu 18 lutego 2010, poprzez trójstronną wymianę, trafił do Houston Rockets.
27 października 2012 został wymieniony do Oklahoma City Thunder. Zaś 3 lipca 2013 trafił do Minnesota Timberwolves. 1 marca 2016 został zwolniony przez Timberwolves. 9 marca 2016 podpisał umowę do końca sezonu z klubem San Antonio Spurs.

## Osiągnięcia
Na podstawie, o ile nie zaznaczono inaczej.
NCAA
- Zaliczony do:
  - I składu:
    - najlepszych pierwszorocznych zawodników SoCon (2002)
    - SoCon (2003, 2004)

  - II składu All-SoCon (2002)

NBA
- Zaliczony do:
  - I składu letniej ligi NBA (2006)
  - II składu letniej ligi NBA (2005)
- Lider play-off w skuteczności rzutów wolnych (2006 - wspólnie z Sašą Vujačiciem, Lindseyem Hunterem, Smushem Parkerem)[10]
- Zawodnik tygodnia (4.03.2007, 28.02.2011)